# Lysimachia commixta
Lysimachia commixta är en viveväxtart som beskrevs av Merritt Lyndon Fernald. Lysimachia commixta ingår i släktet lysingar, och familjen viveväxter. Inga underarter finns listade i Catalogue of Life.